# Michael Land
Michael Z. Land (Boston, 1961) è un compositore statunitense, famoso soprattutto per alcuni lavori nel settore dei videogiochi.

## Biografia
Michael Land nacque nei pressi di Boston, in Massachusetts. A cinque anni, i suoi genitori lo iscrissero ad un corso di pianoforte classico; seguì le lezioni fino all'età di dodici anni, quando preferì passare ad un altro strumento: il basso. Si concentrò molto sull'improvvisazione, e suonò in diverse band durante gli anni della scuola superiore.
Nel 1979 si iscrisse al programma musicale dell'università di Harvard, dove si concentrò sulla musica elettronica. In questo periodo si riaccese in lui anche l'interesse per la musica classica, e in particolare per Ludwig van Beethoven. Dopo un concorso, riuscì ad entrare al Mills College di Oakland, in California, per proseguire gli studi in musica elettronica. Inoltre allargò la sua conoscenza alle melodie rinascimentali, e ricevette anche le basi della programmazione di computer.
Dopo essersi laureato alla Mills, nel 1987, Land trovò lavoro come tecnico digitale presso la Lexicon, una casa di produzione di processori di segnali audio. Lavorò per la compagnia per tre anni, durante i quali affinò le sue abilità di programmatore e prese contatto con i file audio di tipo MIDI.
Nel 1990, il mercato dei videogiochi stava iniziano a fiorire, in particolare per quanto riguardava i Pc. Nell'aprile di quell'anno, Land ottenne un impiego presso la Lucasfilm Games (oggi conosciuta con il nome di LucasArts), una casa di produzione di videogiochi creata da George Lucas, il creatore della saga di Star Wars. Land divenne il compositore e il programmatore audio della compagnia. Il suo primo lavoro fu The secret of Monkey Island, un'avventura grafica ambientata nei Caraibi al tempo dei pirati: la colonna sonora del videogioco diede al compositore la possibilità di mettere in mostra la sua flessibilità, visto che le sonorità caraibiche presenti nel gioco erano qualcosa di completamente diverso da qualsiasi altra cosa egli avesse mai composto.
In ogni caso, Land trovava numerose difficoltà lavorando con l'engine sonoro sviluppato da LucasArts, soprattutto perché risultava impossibile coordinare la musica con le azioni sullo schermo. Per risolvere il problema, Land cominciò a lavorare su un sistema completamente nuovo, chiamato iMUSE. Il progetto si rivelò più impegnativo di quanto avesse pensato, e così chiese l'aiuto di un suo amico compositore, Peter McConnell. I due pensarono il sistema come un'evoluzione di quello che gestiva i MIDI, ma col passare degli anni si trasformò e cambiò forma, fino a diventare, nella versione definitiva, un vero e proprio programma, utile agli sviluppatori per le transizioni e il controllo della musica dei videogiochi.
Una volta concluso il lavoro su iMUSE, Land tornò a dedicarsi alla composizione. Si occupò delle musiche di molti altri videogiochi della LucasArts, inclusi i nuovi episodi della serie di Monkey Island. Ha collaborato spesso con McConnell e Clint Bajakian, componendo le colonne sonore delle avventure grafiche della casa.

## Stile musicale e influenze
Durante gli anni dell'adolescenza, Land studiò ed imitò lo stile di artisti quali gli Yes, i Grateful Dead e Jimi Hendrix. Ancora oggi, afferma che lo stile di Hendrix ha avuto una grande influenza sul suo, e che quello dei Grateful Dead è profondamente piantato in tutta la sua produzione musicale.
Durante l'età adulta studiò anche compositori classici, in particolare Beethoven, il cui talento Land descrive come "una montagna lontana... e non importa quanta strada fai, è sempre molto lontana". Grande interesse suscitarono in lui anche le melodie rinascimentali.
La produzione di Land si presenta molto varia, un tratto comune a tutti i compositori di videogiochi. Comincia ogni progetto leggendo le note di produzione di un determinato videogioco, e poi decide con i produttori lo stile musicale; una volta che ciò è stato deciso, Land fa diverse prove all'interno di quello stesso stile. Le sue colonne sonore sono tanto varie quanto il gioco che accompagnano. Le musiche della serie di Monkey Island sono di stampo caraibico, con temi allegri e spensierati realizzati con strumenti a fiato e marimbe. Al contrario, l'accompagnamento di The Dig è di tipo cinematografico, con sonorità cupe e meditabonde suonate lentamente.
Un'altra abilità di Land, anch'essa tipica dei compositori di videogiochi, è la capacità di creare sinfonie ascoltabili in un loop continuato, senza alcun tipo di sosta.
La musica di Land, infine, tende ad essere di tipo ambientale. Questo gli permette di comporre melodie anche molto complicate, ma senza correre il rischio che siano di intralcio alla giocabilità o ai dialoghi dei personaggi.

## Videogiochi

### Come compositore
- The Secret of Monkey Island (1990)
- Secret Weapons of the Luftwaffe (1991)
- Monkey Island 2: LeChuck's Revenge (1991)
- Star Wars: X-Wing (1992)
- Indiana Jones and the Fate of Atlantis (1992)
- Star Wars: TIE Fighter (1995)
- The Dig (1995)
- The Curse of Monkey Island (1997)
- Fuga da Monkey Island (2000)
- SimCity 4 (2003)
- The Bard's Tale (2004)
- Tales of Monkey Island (2009)

### Come tecnico del suono o supervisore delle musiche
- Masterblazer (1990)
- Star Wars: Rebel Assault (1993)
- Sam & Max Hit the Road (1993)
- Day of the Tentacle (1993)
- Star Wars: Dark Forces (1995)
- Star Wars: TIE Fighter (1995)
- Outlaws (1997)
- Star Wars: DroidWorks (1998)
- Grim Fandango (1998)
- Star Wars X Wing Alliance (1999)
- Star Wars: Episodio I Racer (1999)